# Jamaica az 1964. évi nyári olimpiai játékokon
Jamaica a japán Tokióban megrendezett 1964. évi nyári olimpiai játékok egyik részt vevő nemzete volt. Az országot az olimpián 4 sportágban 21 sportoló képviselte, akik érmet nem szereztek.

## Atlétika
Férfi
| Versenyző                                                 | Versenyszám     | Előfutam | Előfutam | Előfutam | Negyeddöntő | Negyeddöntő | Negyeddöntő | Elődöntő | Elődöntő | Elődöntő | Döntő   | Döntő    |
| Versenyző                                                 | Versenyszám     | Idő      | Hely.    | Össz.    | Idő         | Hely.       | Össz.       | Idő      | Hely.    | Össz.    | Idő     | Helyezés |
| --------------------------------------------------------- | --------------- | -------- | -------- | -------- | ----------- | ----------- | ----------- | -------- | -------- | -------- | ------- | -------- |
| Lynn Headley                                              | 100 m           | 10,57    | 2.       | 14.*     | 10,50       | 3.          | 14.*        | 10,59    | 6.       | 13.      | kiesett | kiesett  |
| Dennis Johnson                                            | 100 m           | 10,61    | 2.       | 22.*     | 10,51       | 5.          | 16.         | kiesett  | kiesett  | kiesett  | kiesett | kiesett  |
| Pablo McNeil                                              | 100 m           | 10,60    | 3.       | 19.**    | 10,54       | 4.          | 18.         | 10,39    | 6.       | 7.       | kiesett | kiesett  |
| Rupert Hoilette                                           | 400 m           | 47,50    | 4.       | 29.      | 47,60       | 5.          | 22.         | kiesett  | kiesett  | kiesett  | kiesett | kiesett  |
| Laurie Khan                                               | 400 m           | 47,25    | 3.       | 21.      | 46,97       | 4.          | 14.         | 47,0     | 6.       | 12.      | kiesett | kiesett  |
| George Kerr                                               | 800 m           | 1:48,9   | 2.       | 4.***    |             |             |             | 1:46,1   | 1.       | 1.       | 1:45,9  | 4.       |
| Neville Myton                                             | 800 m           | 1:52,4   | 5.       | 34.      |             |             |             | kiesett  | kiesett  | kiesett  | kiesett | kiesett  |
| Neville Myton                                             | 1500 m          | 3:57,0   | 9.       | 39.      |             |             |             | kiesett  | kiesett  | kiesett  | kiesett | kiesett  |
| Pablo McNeil Patrick Robinson Lynn Headley Dennis Johnson | 4 × 100 m váltó | 40,11    | 2.       | 6.       |             |             |             | 39,68    | 3.       | 6.       | 39,49   | 4.       |
| Laurie Khan Malcolm Spence Melville Spence George Kerr    | 4 × 400 m váltó | 3:05,3   | 3.       | 4.*      |             |             |             |          |          |          | 3:02,3  | 4.       |

| Versenyző         | Versenyszám | Selejtező | Selejtező | Döntő    | Döntő    |
| Versenyző         | Versenyszám | Eredmény  | Helyezés  | Eredmény | Helyezés |
| ----------------- | ----------- | --------- | --------- | -------- | -------- |
| Wellesley Clayton | Távolugrás  | 728 cm    | 19.       | kiesett  | kiesett  |

Női
| Versenyző                                                | Versenyszám     | Előfutam | Előfutam | Előfutam | Negyeddöntő | Negyeddöntő | Negyeddöntő | Elődöntő | Elődöntő | Elődöntő | Döntő   | Döntő    |
| Versenyző                                                | Versenyszám     | Idő      | Hely.    | Össz.    | Idő         | Hely.       | Össz.       | Idő      | Hely.    | Össz.    | Idő     | Helyezés |
| -------------------------------------------------------- | --------------- | -------- | -------- | -------- | ----------- | ----------- | ----------- | -------- | -------- | -------- | ------- | -------- |
| Carmen Smith                                             | 100 m           | 11,79    | 5.       | 15.      | 11,7        | 4.          | 15.***      | 11,99    | 8.       | 16.      | kiesett | kiesett  |
| Carmen Smith                                             | 80 m gát        | 11,8     | 5.       | 24.      |             |             |             | kiesett  | kiesett  | kiesett  | kiesett | kiesett  |
| Adlin Mair-Clarke                                        | 200 m           | 25,0     | 5.       | 26.      |             |             |             | kiesett  | kiesett  | kiesett  | kiesett | kiesett  |
| Una Morris                                               | 200 m           | 24,24    | 3.       | 13.*     |             |             |             | 23,77    | 3.       | 6.       | 23,58   | 4.       |
| Una Morris                                               | 400 m           | 55,39    | 3.       | 9.       |             |             |             | 54,9     | 6.       | 12.      | kiesett | kiesett  |
| Adlin Mair-Clarke Una Morris Vilma Charlton Carmen Smith | 4 × 100 m váltó | 46,0     | 5.       | 8.*      |             |             |             | kiesett  | kiesett  | kiesett  | kiesett | kiesett  |

* - egy másik versenyzővel/váltóval azonos időt ért el

** - két másik versenyzővel azonos időt ért el

*** - három másik versenyzővel azonos időt ért el

## Ökölvívás
| Versenyző     | Versenyszám   | 32-es főtábla                    | Nyolcaddöntő                            | Negyeddöntő       | Elődöntő          | Döntő             | Helyezés |
| Versenyző     | Versenyszám   | Ellenfél Eredmény                | Ellenfél Eredmény                       | Ellenfél Eredmény | Ellenfél Eredmény | Ellenfél Eredmény | Helyezés |
| ------------- | ------------- | -------------------------------- | --------------------------------------- | ----------------- | ----------------- | ----------------- | -------- |
| John Elliott  | Nagyváltósúly | José Roberto Chirino (ARG) · 0-5 | kiesett                                 | kiesett           | kiesett           | kiesett           | 17.      |
| Ronald Holmes | Félnehézsúly  | erőnyerő                         | Zbigniew Pietrzykowski (POL) · kizárták | kiesett           | kiesett           | kiesett           | 9.       |

## Sportlövészet
Férfi
| Versenyző   | Versenyszám    | Pont | Helyezés |
| ----------- | -------------- | ---- | -------- |
| Tony Bridge | Szabadpisztoly | 492  | 51.      |

## Vitorlázás
Nyílt
| Versenyző                                       | Versenyszám | Futam | Futam | Futam | Futam | Futam | Futam | Futam | Pontszám | Helyezés |
| Versenyző                                       | Versenyszám | 1     | 2     | 3     | 4     | 5     | 6     | 7     | Pontszám | Helyezés |
| ----------------------------------------------- | ----------- | ----- | ----- | ----- | ----- | ----- | ----- | ----- | -------- | -------- |
| Steven Henriques Barton Kirkconnell Earl Taylor | Sárkányhajó | 120   | 101   | 101   | 162   | 207   | 141   | (0)   | 832      | 23.      |